# Kapaa
Kapaa es un lugar designado por el censo ubicado en el condado de Kauai en el estado estadounidense de Hawái. En el año 2000 tenía una población de 9.472 habitantes y una densidad poblacional de 375.0 personas por km².

## Geografía
Según la Oficina del Censo, la localidad tiene un área total de 25,9 km² (10,0 mi²), de la cual 25,3 km² (9,8 mi²) es tierra y 0,6 km² (0,2 mi²) (2.40%) es agua.

## Demografía
Según la Oficina del Censo en 2000 los ingresos medios por hogar en la localidad eran de $39.448, y los ingresos medios por familia eran $45.878. Los hombres tenían unos ingresos medios de $30.129 frente a los $25.680 para las mujeres. La renta per cápita para la localidad era de $16.878. Alrededor del 14.1% de las familias y del 15.7% de la población estaban por debajo del umbral de pobreza.